# Ерік VIII Поганин
Ерік VIII Поганин — король Швеції в 1066—1067. Представник свейської знаті. Фактично володарював у Свеаланді.

## Життєпис
Немає ніяких відомостей щодо родини або молодих років. Про нього відомого з опису Адама Бременського.
Після смерті Стенкіля, який проводив помірковану політику стосовно поган, до яких належала здебільшого свейська знать, трон зайняв його син Ерік VII Стенкілсон. Він став проводити жорсткішу політику щодо противників християнства. До того свеї були незадоволені, що трон Швеції займає представник гетської знаті.
У 1066 спалахнуло повстання. На тінзі в Упсалі Еріка обрано королем, який отримав в історії прізвисько Поганин. Проте його влада розповсюджувалася тільки на Свеаланд. Протягом 1066—1067 років тривала війна між Еріком VII, його братами Гальстеном й Інґе проти Еріка VIII Язичника. У цій боротьбі загинули обидва Еріки, а погани зазнали нищівної поразки. Вони були вимушені визнати влади християнських королів з династії Стенкілів.